# دانشگاه پزشکی تیانجین
دانشگاه پزشکی تیانجین (TMU) (چینی: 天津医科大学; پین‌یین: Tiānjīn Yīkē Dàxué) در سال ۱۹۵۱ تأسیس شد. اولین مؤسسه پزشکی مورد تأیید شورای دولتی جمهوری خلق چین است. Hsien-I Chu، متخصص غدد مشهور، اولین رئیس دانشگاه بود و رئیس فعلی این دانشگاه شانگ یونگ فنگ است. نام دانشگاه پزشکی تیانجین در فهرست آموزش پزشکی بین‌المللی (IMED) ذکر شده‌است.